# Kranenmortel (buurtschap)
De buurtschap Kranenmortel was een buurtschap in de gemeente Deurne, in de Nederlandse provincie Noord-Brabant. De buurtschap lag ten zuidoosten van de dorpskom, op de hoek van de Doctor Huub van Doorneweg en de Kranenmortelweg.

## Landschappelijke ligging
De Kranenmortel lag samen met de buurtschappen Hanenberg en Breemortel aan de zuidoostelijke zijde van de Deurnese akker, op de overgang van een grote dekzandrug naar natte gronden in het oosten. De naam is vermoedelijk samengesteld uit de elementen -mortel (moerige, natte bodem) en kraan- (gebied waar kraanvogels voorkomen). Net als de Breemortel lag de Kranenmortel ten opzichte van oudere Deurnese gehuchten op relatief marginale grond.

## Historische ontwikkeling
In 1444 wordt den craenenmortel voor het eerst in de schriftelijke bronnen genoemd. De buurtschap bestond in 1832 uit slechts enkele boerderijen. Tot aan de sloop van de buurtschap in 2009 ten behoeve van de uitbreiding van het bedrijventerrein Kranenmortel had de buurtschap deze omvang.
Dorpen: Deurne · Helenaveen · Liessel · Neerkant · Vlierden · Walsberg

Buurtschappen: Baarschot · Belgeren · Bleijs · Breemortel · Groote Bottel · Kleine Bottel · Groot Bruggen · Klein Bruggen · Derp · Donschot · Haageind · Halte · Hanenberg · Heieind · Heimolen · Heitrak · Kerkeind · Kranenmortel · Kulert · Leensel · Luttel Meijel · Merlenberg · Molenhof · Pannenschop · Ruth · Schans · Schelm · Sloot · Veldheuvel · Vloeieind · De Voorstad · Voorste Beerdonk · Voort · Vreekwijk

Noord-Brabant: Steden en dorpen      Nederland: Provincies · Gemeenten